# Arctic Race of Norway 2018
L'Arctic Race of Norway 2018, 6a edició de l'Arctic Race of Norway, es disputà entre el 16 i el 19 d'agost de 2018 sobre un recorregut de 718,5 km repartits quatre etapes. L'inici de la cursa va tenir lloc a Vadsø, mentre el final fou a Alta. La cursa formava part del calendari de l'UCI Europa Tour 2018, amb una categoria 2.HC.
El vencedor final fou el rus Sergey Chernetskiy (Astana Qazaqstan Team). L'acompanyaren al podi el noruec Markus Hoelgaard (Joker Icopal) i l'estatunidenc Colin Joyce (Rally Cycling).

## Equips
L'organització convidà a prendre part en la cursa a quatre equips UCI WorldTeams, onze equips continentals professionals i quatre equips continentals:
| WorldTeams (4)- Astana - BMC Racing Team - Dimension Data - Katusha-Alpecin Equips continentals professionals (11)- Cofidis, Solutions Crédits - Delko-Marseille Provence-KTM - Direct Énergie - Fortuneo-Samsic - Holowesko-Citadel - Israel Cycling Academy - Rally Cycling - Sport Vlaanderen-Baloise - Vital Concept - WB-Aqua Protect-Veranclassic - Wanty-Groupe Gobert Equips continentals (4)- Team Joker Icopal - Coop - Corendon-Circus - Uno-X Norwegian Development |
| |

## Etapes
| Etapa    | Data      | Ciutats d'etapa           | type                    | Distància (km) | Vencedor de l'etapa  | Líder de la general  |
| -------- | --------- | ------------------------- | ----------------------- | -------------- | -------------------- | -------------------- |
| 1a etapa | 16 de ago | Vadsø – Kirkenes          | etapa plana             | 184            | Mathieu van der Poel | Mathieu van der Poel |
| 2a etapa | 17 de ago | Deatnu/Tana – Kjøllefjord | etapa accidentada       | 195            | Colin Joyce          | Serguei Txernetski   |
| 3a etapa | 18 de ago | Honningsvåg – Hammerfest  | etapa accidentada       | 194            | Adam Ťoupalík        | Serguei Txernetski   |
| 4a etapa | 19 de ago | Kvalsund – Alta           | etapa de mitja muntanya | 145,5          | Mathieu van der Poel | Serguei Txernetski   |

### Etapa 1
| \| Classificació de l'etapa \| Classificació de l'etapa \| Classificació de l'etapa \| Classificació de l'etapa \| Classificació de l'etapa \| \| Corredor \| Corredor \| Equip \| Temps \| \| \| ------------------------ \| ------------------------ \| -------------------------- \| ------------------------ \| ------------------------ \| \| 1r \| Mathieu van der Poel \| Corendon-Circus \| 3h 50' 19" \| \| \| 2n \| Serguei Txernetski \| Astana \| + 0" \| \| \| 3r \| Benjamin Declercq \| Sport Vlaanderen-Baloise \| + 0" \| \| \| 4t \| Markus Hoelgaard \| Joker Icopal \| + 0" \| \| \| 5è \| Quentin Pacher \| Vital Concept \| + 0" \| \| \| 6è \| Alberto Bettiol \| BMC Racing Team \| + 0" \| \| \| 7è \| Guillaume Martin \| Wanty-Groupe Gobert \| + 0" \| \| \| 8è \| Kenneth Vanbilsen \| Cofidis, Solutions Crédits \| + 0" \| \| \| 9è \| Krister Hagen \| Team Coop \| + 5" \| \| \| 10è \| Colin Joyce \| Rally Cycling \| + 5" \| \| |                      |                            |            |
| |                      |                            |            |
| Font: ProCyclingStats |                      |                            |            |
| Classificació de l'etapa |                      |                            |            |
| Corredor | Corredor             | Equip                      | Temps      |
| 1r | Mathieu van der Poel | Corendon-Circus            | 3h 50' 19" |
| 2n | Serguei Txernetski   | Astana                     | + 0"       |
| 3r | Benjamin Declercq    | Sport Vlaanderen-Baloise   | + 0"       |
| 4t | Markus Hoelgaard     | Joker Icopal               | + 0"       |
| 5è | Quentin Pacher       | Vital Concept              | + 0"       |
| 6è | Alberto Bettiol      | BMC Racing Team            | + 0"       |
| 7è | Guillaume Martin     | Wanty-Groupe Gobert        | + 0"       |
| 8è | Kenneth Vanbilsen    | Cofidis, Solutions Crédits | + 0"       |
| 9è | Krister Hagen        | Team Coop                  | + 5"       |
| 10è | Colin Joyce          | Rally Cycling              | + 5"       |

| \| Classificació general \| Classificació general \| Classificació general \| Classificació general \| Classificació general \| \| Corredor \| Corredor \| Equip \| Temps \| \| \| --------------------- \| --------------------- \| -------------------------- \| --------------------- \| --------------------- \| \| 1r \| Mathieu van der Poel \| Corendon-Circus \| 3h 50' 09" \| \| \| 2n \| Serguei Txernetski \| Astana \| + 4" \| \| \| 3r \| Benjamin Declercq \| Sport Vlaanderen-Baloise \| + 6" \| \| \| 4t \| Alberto Bettiol \| BMC Racing Team \| + 9" \| \| \| 5è \| Markus Hoelgaard \| Joker Icopal \| + 10" \| \| \| 6è \| Quentin Pacher \| Vital Concept \| + 10" \| \| \| 7è \| Guillaume Martin \| Wanty-Groupe Gobert \| + 10" \| \| \| 8è \| Kenneth Vanbilsen \| Cofidis, Solutions Crédits \| + 10" \| \| \| 9è \| Krister Hagen \| Team Coop \| + 15" \| \| \| 10è \| Colin Joyce \| Rally Cycling \| + 15" \| \| |                      |                            |            |
| |                      |                            |            |
| Font: ProCyclingStats |                      |                            |            |
| Classificació general |                      |                            |            |
| Corredor | Corredor             | Equip                      | Temps      |
| 1r | Mathieu van der Poel | Corendon-Circus            | 3h 50' 09" |
| 2n | Serguei Txernetski   | Astana                     | + 4"       |
| 3r | Benjamin Declercq    | Sport Vlaanderen-Baloise   | + 6"       |
| 4t | Alberto Bettiol      | BMC Racing Team            | + 9"       |
| 5è | Markus Hoelgaard     | Joker Icopal               | + 10"      |
| 6è | Quentin Pacher       | Vital Concept              | + 10"      |
| 7è | Guillaume Martin     | Wanty-Groupe Gobert        | + 10"      |
| 8è | Kenneth Vanbilsen    | Cofidis, Solutions Crédits | + 10"      |
| 9è | Krister Hagen        | Team Coop                  | + 15"      |
| 10è | Colin Joyce          | Rally Cycling              | + 15"      |

### Etapa 2
| \| Classificació de l'etapa \| Classificació de l'etapa \| Classificació de l'etapa \| Classificació de l'etapa \| Classificació de l'etapa \| \| Corredor \| Corredor \| Equip \| Temps \| \| \| ------------------------ \| ------------------------ \| ------------------------ \| ------------------------ \| ------------------------ \| \| 1r \| Colin Joyce \| Rally Cycling \| 4h 20' 24" \| \| \| 2n \| Dennis van Winden \| Israel Cycling Academy \| + 0" \| \| \| 3r \| Markus Hoelgaard \| Joker Icopal \| + 0" \| \| \| 4t \| Danilo Wyss \| BMC Racing Team \| + 0" \| \| \| 5è \| Serguei Txernetski \| Astana \| + 0" \| \| \| 6è \| Laurent Pichon \| Fortuneo-Samsic \| + 0" \| \| \| 7è \| Carl Fredrik Hagen \| Joker Icopal \| + 0" \| \| \| 8è \| Steff Cras \| Katusha-Alpecin \| + 0" \| \| \| 9è \| Jakob Fuglsang \| Astana \| + 0" \| \| \| 10è \| Nicolas Roche \| BMC Racing Team \| + 0" \| \| |                    |                        |            |
| |                    |                        |            |
| Font: ProCyclingStats |                    |                        |            |
| Classificació de l'etapa |                    |                        |            |
| Corredor | Corredor           | Equip                  | Temps      |
| 1r | Colin Joyce        | Rally Cycling          | 4h 20' 24" |
| 2n | Dennis van Winden  | Israel Cycling Academy | + 0"       |
| 3r | Markus Hoelgaard   | Joker Icopal           | + 0"       |
| 4t | Danilo Wyss        | BMC Racing Team        | + 0"       |
| 5è | Serguei Txernetski | Astana                 | + 0"       |
| 6è | Laurent Pichon     | Fortuneo-Samsic        | + 0"       |
| 7è | Carl Fredrik Hagen | Joker Icopal           | + 0"       |
| 8è | Steff Cras         | Katusha-Alpecin        | + 0"       |
| 9è | Jakob Fuglsang     | Astana                 | + 0"       |
| 10è | Nicolas Roche      | BMC Racing Team        | + 0"       |

| \| Classificació general \| Classificació general \| Classificació general \| Classificació general \| Classificació general \| \| Corredor \| Corredor \| Equip \| Temps \| \| \| --------------------- \| --------------------- \| ---------------------- \| --------------------- \| --------------------- \| \| 1r \| Serguei Txernetski \| Astana \| 8h 10' 34" \| \| \| 2n \| Markus Hoelgaard \| Joker Icopal \| + 3" \| \| \| 3r \| Colin Joyce \| Rally Cycling \| + 4" \| \| \| 4t \| Danilo Wyss \| BMC Racing Team \| + 19" \| \| \| 5è \| Alberto Bettiol \| BMC Racing Team \| + 23" \| \| \| 6è \| Dennis van Winden \| Israel Cycling Academy \| + 32" \| \| \| 7è \| Nicolas Roche \| BMC Racing Team \| + 33" \| \| \| 8è \| Laurent Pichon \| Fortuneo-Samsic \| + 34" \| \| \| 9è \| Jakob Fuglsang \| Astana \| + 34" \| \| \| 10è \| Carl Fredrik Hagen \| Joker Icopal \| + 34" \| \| |                    |                        |            |
| |                    |                        |            |
| Font: ProCyclingStats |                    |                        |            |
| Classificació general |                    |                        |            |
| Corredor | Corredor           | Equip                  | Temps      |
| 1r | Serguei Txernetski | Astana                 | 8h 10' 34" |
| 2n | Markus Hoelgaard   | Joker Icopal           | + 3"       |
| 3r | Colin Joyce        | Rally Cycling          | + 4"       |
| 4t | Danilo Wyss        | BMC Racing Team        | + 19"      |
| 5è | Alberto Bettiol    | BMC Racing Team        | + 23"      |
| 6è | Dennis van Winden  | Israel Cycling Academy | + 32"      |
| 7è | Nicolas Roche      | BMC Racing Team        | + 33"      |
| 8è | Laurent Pichon     | Fortuneo-Samsic        | + 34"      |
| 9è | Jakob Fuglsang     | Astana                 | + 34"      |
| 10è | Carl Fredrik Hagen | Joker Icopal           | + 34"      |

### Etapa 3
| \| Classificació de l'etapa \| Classificació de l'etapa \| Classificació de l'etapa \| Classificació de l'etapa \| Classificació de l'etapa \| \| Corredor \| Corredor \| Equip \| Temps \| \| \| ------------------------ \| ------------------------ \| ------------------------ \| ------------------------ \| ------------------------ \| \| 1r \| Adam Ťoupalík \| Corendon-Circus \| 4h 24' 08" \| \| \| 2n \| Mathieu van der Poel \| Corendon-Circus \| + 2" \| \| \| 3r \| Serguei Txernetski \| Astana \| + 2" \| \| \| 4t \| Quentin Pacher \| Vital Concept \| + 2" \| \| \| 5è \| Odd Christian Eiking \| Wanty-Groupe Gobert \| + 2" \| \| \| 6è \| Markus Hoelgaard \| Joker Icopal \| + 2" \| \| \| 7è \| Colin Joyce \| Rally Cycling \| + 2" \| \| \| 8è \| Benjamin Declercq \| Sport Vlaanderen-Baloise \| + 2" \| \| \| 9è \| Kevin Deltombe \| Sport Vlaanderen-Baloise \| + 2" \| \| \| 10è \| Nicolai Brøchner \| Holowesko Citadel \| + 2" \| \| |                      |                          |            |
| |                      |                          |            |
| Font: ProCyclingStats |                      |                          |            |
| Classificació de l'etapa |                      |                          |            |
| Corredor | Corredor             | Equip                    | Temps      |
| 1r | Adam Ťoupalík        | Corendon-Circus          | 4h 24' 08" |
| 2n | Mathieu van der Poel | Corendon-Circus          | + 2"       |
| 3r | Serguei Txernetski   | Astana                   | + 2"       |
| 4t | Quentin Pacher       | Vital Concept            | + 2"       |
| 5è | Odd Christian Eiking | Wanty-Groupe Gobert      | + 2"       |
| 6è | Markus Hoelgaard     | Joker Icopal             | + 2"       |
| 7è | Colin Joyce          | Rally Cycling            | + 2"       |
| 8è | Benjamin Declercq    | Sport Vlaanderen-Baloise | + 2"       |
| 9è | Kevin Deltombe       | Sport Vlaanderen-Baloise | + 2"       |
| 10è | Nicolai Brøchner     | Holowesko Citadel        | + 2"       |

| \| Classificació general \| Classificació general \| Classificació general \| Classificació general \| Classificació general \| \| Corredor \| Corredor \| Equip \| Temps \| \| \| --------------------- \| --------------------- \| ---------------------- \| --------------------- \| --------------------- \| \| 1r \| Serguei Txernetski \| Astana \| 12h 34' 40" \| \| \| 2n \| Markus Hoelgaard \| Joker Icopal \| + 7" \| \| \| 3r \| Colin Joyce \| Rally Cycling \| + 8" \| \| \| 4t \| Danilo Wyss \| BMC Racing Team \| + 23" \| \| \| 5è \| Nicolas Roche \| BMC Racing Team \| + 37" \| \| \| 6è \| Laurent Pichon \| Fortuneo-Samsic \| + 38" \| \| \| 7è \| Carl Fredrik Hagen \| Joker Icopal \| + 38" \| \| \| 8è \| Steff Cras \| Katusha-Alpecin \| + 38" \| \| \| 9è \| Dennis van Winden \| Israel Cycling Academy \| + 52" \| \| \| 10è \| Michael Schär \| BMC Racing Team \| + 53" \| \| |                    |                        |             |
| |                    |                        |             |
| Font: ProCyclingStats |                    |                        |             |
| Classificació general |                    |                        |             |
| Corredor | Corredor           | Equip                  | Temps       |
| 1r | Serguei Txernetski | Astana                 | 12h 34' 40" |
| 2n | Markus Hoelgaard   | Joker Icopal           | + 7"        |
| 3r | Colin Joyce        | Rally Cycling          | + 8"        |
| 4t | Danilo Wyss        | BMC Racing Team        | + 23"       |
| 5è | Nicolas Roche      | BMC Racing Team        | + 37"       |
| 6è | Laurent Pichon     | Fortuneo-Samsic        | + 38"       |
| 7è | Carl Fredrik Hagen | Joker Icopal           | + 38"       |
| 8è | Steff Cras         | Katusha-Alpecin        | + 38"       |
| 9è | Dennis van Winden  | Israel Cycling Academy | + 52"       |
| 10è | Michael Schär      | BMC Racing Team        | + 53"       |

### Etapa 4
| \| Classificació de l'etapa \| Classificació de l'etapa \| Classificació de l'etapa \| Classificació de l'etapa \| Classificació de l'etapa \| \| Corredor \| Corredor \| Equip \| Temps \| \| \| ------------------------ \| ------------------------ \| -------------------------- \| ------------------------ \| ------------------------ \| \| 1r \| Mathieu van der Poel \| Corendon-Circus \| 3h 21' 02" \| \| \| 2n \| Sondre Holst Enger \| Israel Cycling Academy \| + 0" \| \| \| 3r \| Quentin Pacher \| Vital Concept \| + 0" \| \| \| 4t \| Loïc Chetout \| Cofidis, Solutions Crédits \| + 0" \| \| \| 5è \| Benjamin Declercq \| Sport Vlaanderen-Baloise \| + 0" \| \| \| 6è \| Laurent Pichon \| Fortuneo-Samsic \| + 0" \| \| \| 7è \| Odd Christian Eiking \| Wanty-Groupe Gobert \| + 0" \| \| \| 8è \| Serguei Txernetski \| Astana \| + 0" \| \| \| 9è \| Nicolai Brøchner \| Holowesko Citadel \| + 0" \| \| \| 10è \| Nicolas Roche \| BMC Racing Team \| + 0" \| \| |                      |                            |            |
| |                      |                            |            |
| Font: ProCyclingStats |                      |                            |            |
| Classificació de l'etapa |                      |                            |            |
| Corredor | Corredor             | Equip                      | Temps      |
| 1r | Mathieu van der Poel | Corendon-Circus            | 3h 21' 02" |
| 2n | Sondre Holst Enger   | Israel Cycling Academy     | + 0"       |
| 3r | Quentin Pacher       | Vital Concept              | + 0"       |
| 4t | Loïc Chetout         | Cofidis, Solutions Crédits | + 0"       |
| 5è | Benjamin Declercq    | Sport Vlaanderen-Baloise   | + 0"       |
| 6è | Laurent Pichon       | Fortuneo-Samsic            | + 0"       |
| 7è | Odd Christian Eiking | Wanty-Groupe Gobert        | + 0"       |
| 8è | Serguei Txernetski   | Astana                     | + 0"       |
| 9è | Nicolai Brøchner     | Holowesko Citadel          | + 0"       |
| 10è | Nicolas Roche        | BMC Racing Team            | + 0"       |

## Classificació final
| \| Classificació general \| Classificació general \| Classificació general \| Classificació general \| Classificació general \| \| Corredor \| Corredor \| Equip \| Temps \| \| \| --------------------- \| --------------------- \| ---------------------- \| --------------------- \| --------------------- \| \| 1r \| Serguei Txernetski \| Astana \| 15h 55' 42" \| \| \| 2n \| Markus Hoelgaard \| Joker Icopal \| + 11" \| \| \| 3r \| Colin Joyce \| Rally Cycling \| + 12" \| \| \| 4t \| Danilo Wyss \| BMC Racing Team \| + 27" \| \| \| 5è \| Nicolas Roche \| BMC Racing Team \| + 37" \| \| \| 6è \| Laurent Pichon \| Fortuneo-Samsic \| + 38" \| \| \| 7è \| Steff Cras \| Katusha-Alpecin \| + 42" \| \| \| 8è \| Carl Fredrik Hagen \| Joker Icopal \| + 42" \| \| \| 9è \| Dmitri Strakhov \| Katusha-Alpecin \| + 56" \| \| \| 10è \| Dennis van Winden \| Israel Cycling Academy \| + 56" \| \| |                    |                        |             |
| |                    |                        |             |
| Font: ProCyclingStats |                    |                        |             |
| Classificació general |                    |                        |             |
| Corredor | Corredor           | Equip                  | Temps       |
| 1r | Serguei Txernetski | Astana                 | 15h 55' 42" |
| 2n | Markus Hoelgaard   | Joker Icopal           | + 11"       |
| 3r | Colin Joyce        | Rally Cycling          | + 12"       |
| 4t | Danilo Wyss        | BMC Racing Team        | + 27"       |
| 5è | Nicolas Roche      | BMC Racing Team        | + 37"       |
| 6è | Laurent Pichon     | Fortuneo-Samsic        | + 38"       |
| 7è | Steff Cras         | Katusha-Alpecin        | + 42"       |
| 8è | Carl Fredrik Hagen | Joker Icopal           | + 42"       |
| 9è | Dmitri Strakhov    | Katusha-Alpecin        | + 56"       |
| 10è | Dennis van Winden  | Israel Cycling Academy | + 56"       |